# 陳文紀

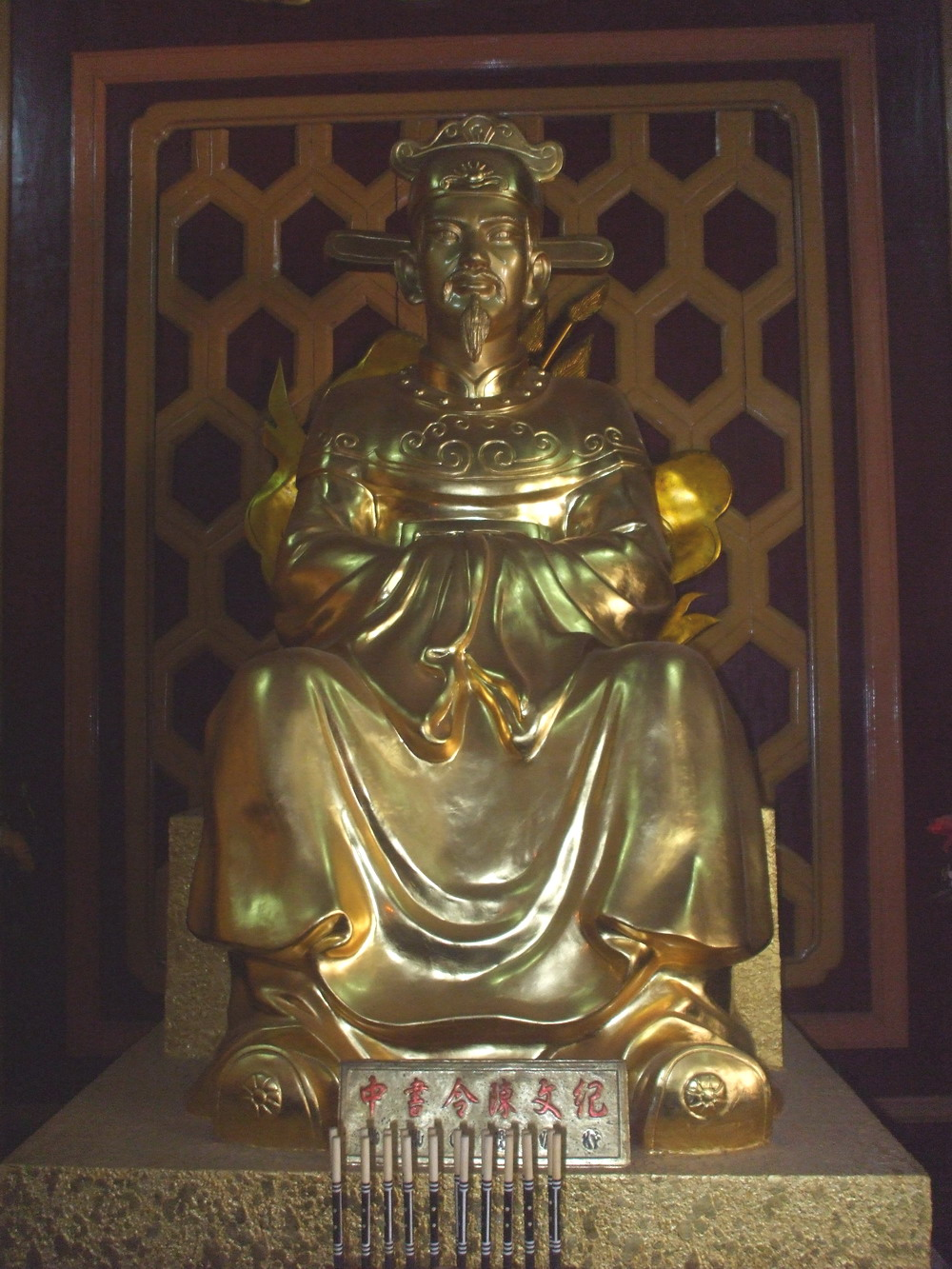
陳文紀

陳文紀（越南语：／；？—1801年）越南西山朝官員。

## 生平
陳文紀出生在順化鎮肇豐府香茶縣（今承天順化省豐田縣豐平社），父母皆是貧民。但陳文紀有天賦，刻苦讀書，考中1777年考中省試解元，翌年前往昇龍（今河內市）參加會試。因擅長文學，陳文紀在南河頗負盛名。1786年，阮惠率西山軍攻佔富春（今順化），派人訪求陳文紀，詢問天下之事。陳文紀對答如流，頗受阮惠器重，成為阮惠的重要幕僚，每事必與之謀。阮惠攻滅鄭主之後，陳文紀被任命為中書令。
1788年，陳文紀隨阮惠北伐武文任，並與吳文楚等人留在了昇龍。同年參加了清越戰爭。1792年，光中帝阮惠逝世，景盛帝阮光纘繼位。阮惠遺命由文官陳文紀、武將陳光耀輔政，但由於阮光纘的年幼，朝政大權很快落入了阮光纘的舅舅——太師裴得宣的手裡。陳光耀與裴得宣有姻親關係，因此官職保留；而陳文紀則被貶謫外放，為黃江驛驛丞。
1795年，裴得宣欲削武文勇的兵權，召武文勇自北河回富春，以親信吳文楚代之。武文勇在回富春的途中住在黃江驛，正巧遇上了陳文紀。在陳文紀的慫恿下，武文勇發動兵變，殺死裴得宣、吳文楚等。陳光耀率軍自延慶而歸，與武文勇發生衝突，後在阮光纘的調解下雙方和解。陳文紀復為中書令。
1799年，舊阮君主阮福映北伐攻打歸仁，陳光耀與武文勇率軍前去救援，但戰敗，歸仁被舊阮攻破，陳光耀與武文勇退往廣南。陳文紀非常討厭陳光耀，聯合陳曰結、胡公曜等人，以歸仁失守、救援無功為罪名，矯詔武文勇誅殺陳光耀。但武文勇卻將詔書拿給陳光耀看，陳光耀因此以清君側為名回師富春。陳文紀等人歸罪於胡公曜，將胡公曜執送陳光耀軍中，才得以自保。
1801年，阮福映北伐，攻破富春。阮光纘逃往昇龍，陳文紀改名隱居民間。阮福映發現了陳文紀，派人前去邀請他出山，但陳文紀不從。阮福映迫之，陳文紀投香江自殺而死。